# Marta Guzmán
Marta Guzmán (Ciudad de México; 23 de junio de 1973) es una comunicadora mexicana y política que ha desarrollado su carrera principalmente en Televisa en el ya extinto noticiero de Primero Noticias con Carlos Loret de Mola en donde daba la sección del clima y en el programa Matutino Express al lado de Esteban Arce en donde era conductora titular hasta 2014.

## Biografía
Se graduó en 1996 como Licenciada en Ciencias de la Comunicación por la Universidad Anáhuac del Norte.
Inició su carrera en 1994 como conductora del estado del tiempo en el sistema de noticias Eco.
En 1997 se desempeñó como reportera de espectáculos en el programa En Concreto transmitido en el canal 4 XHTV de Televisa. Al mismo tiempo como reportera del estado del tiempo en el programa radiofónico Cúpula Empresarial, conducido por Óscar Mario Beteta.
En 1998 fue conductora y reportera de la sección de espectáculos en el programa Duro y Directo, transmitido por el canal 9 de Televisa.
De 1998 al año 2000 fue conductora de la sección Que todo México se entere dentro del programa matutino Hoy, transmitido por canal de las estrellas.
En el 2001 fue directora y conductora del programa de radio de concursos Pon Changuitos, transmitido por Radio Capital.
Del 2002 al 2003 fue conductora de la sección del estado del tiempo y reportera dentro del noticiero matutino En Contraste, conducido por Adela Micha y Leonardo Kourchenko transmitido por el canal 2 de Las Estrellas.
Del 2004 al 2012 se encargó de la sección del estado del tiempo en el noticiero matutino Primero Noticias, conducido por Carlos Loret de Mola y transmitido por el Canal de las estrellas de 6 a 9 de la mañana. Su sección estaba planeada para iniciar a las medias horas (6:30, 7:30 y 8:30 a. m.), eso nunca sucedía y desde entonces es conocida como Pasadita de la media.
Del 2012 al 2015 fue conductora del estado del tiempo en el programa Matutino Express, conducido por Esteban Arce, fue también coconductora con Diane Pérez en el programa de salud Respuesta Oportuna, ambos transmitidos por Foro TV.
En 2015 sale de la empresa Televisa tras 21 años de laborar dentro de la misma y comienza a trabajar como conductora en la revista matutina De Buenas a lado de Dalilah Polanco y Héctor El Apio Quijano transmitido por el Sistema de radio y televisión mexiquense en el canal 34.
En el año 2016 llega a TV Azteca y junto con Joanna Vega-biestro y Omar Fierro, conduce el programa de revista y cocina ¿Qué hay de comer? en Azteca Trece.
Para junio del 2017 conduce la versión corta de ¿Que hay de Comer? en cápsulas que se transmiten a través del canal A más de TV Azteca.
En 2020, regresa a la televisión para ser una de las conductoras del programa ¡Qué chulada! de Imagen Televisión, junto con Verónica Toussaint, Mónica Noguera y Mariana H. y al Canal 6, Multimedios Televisión,  con el programa La Bola del 6 junto a Yeka Rosales, Sergio Gómez y David Medrano.
En 2021, inició su carrera política en el Partido Verde Ecologista. Abandono todos sus programas.

## Premios
2017: Trayectoria destacada, otorgado por Global Quality Foundation